# Bjarne Rosén
Bjarne Rosén (16 settembre 1909 – 6 novembre 1989) è stato un calciatore norvegese, di ruolo centrocampista.

## Carriera

### Club
Rosén giocò con le maglie di Vålerengen e Nydalen.

### Nazionale
Conta 5 presenze per la Norvegia. Esordì il 25 maggio 1931, schierato in campo nella sfida persa per 3-1 contro la Danimarca.